# Свети Димитър и Свети Безсребреници (Додулари)
„Свети Димитър и Свети Безсребреници“ (на гръцки: Αγίου Δημητρίου & Αγίων Αναργύρων Διαβατών) е православна църква в село Додулари (Диавата), Гърция, част от Неаполската и Ставруполска епархия на Вселенската патриаршия.
Проектът за построяване на нов храм до възрожденския „Свети Димитър“ в Додулари е от 1969 година. В 1971 по нареждане на митрополит Пантелеймон Солунски епископ Стефан Талантски поставя основния камък. В 1974 година енорията минава към новооснованата Неаполска и Ставруполска епархия. На 31 май 1981 г. църквата е осветена от митрополит Дионисий Неаполски и Ставруполски, като носи името на Свети Димитър и на Светите Безсребреници Козма и Дамян, на които е посветен вътрешен параклис.
В архитектурно отношение храмът е трикорабна базилика.